# Walvis Sinus
Il Walvis Sinus è una struttura geologica della superficie di Titano.